# 杜奈卡
49°54′2″N 29°41′41″E / 49.90056°N 29.69472°E
杜奈卡（烏克蘭語：Дунайка）是位於烏克蘭北部的村莊，由基辅州白采爾克瓦區的斯克維拉市鎮負責管轄。該村始建於十九世紀，面積0.54平方公里，海拔高度217米，2001年人口33，人口密度每平方公里61.1人。